# OGLE-TR-56 b
OGLE-TR-56b是一顆距離地球約1500秒差距的太陽系外行星，位於人馬座，母恆星是 OGLE-TR-56。該行星發現於2002年11月3日，由波蘭華沙大學的光學重力透鏡實驗計畫以凌日法發現，並於2003年1月4日以都卜勒光譜學確認。該行星在 WASP-12b 被發現以前是已確認行星中公轉週期最短的行星。該行星的週期暗示它和母恆星距離相當近，因此被列為熱木星。
根據理論，該行星表面會有液態鐵成分的雨。

## 外部連結
维基共享资源上的相關多媒體資源：OGLE-TR-56 b
- Konacki; Torres, Guillermo; Jha, Saurabh; Sasselov, Dimitar D.;  et al. . Nature. 2003, 421 (6922): 507–509. Bibcode:2003Natur.421..507K. PMID 12556885. arXiv:astro-ph/0301052 . doi:10.1038/nature01379.
- . Extrasolar Visions.   [2008-08-22]. （原始内容存档于2007-09-30）.
- . Exoplanets.   [2010-01-21]. （原始内容存档于2007-12-03）.